# Jay Harrington
Jay Harrington, właściwie James H. Harrington III (ur. 15 listopada 1971 w Wellesley w Massachusetts) – amerykański aktor filmowy, telewizyjny i teatralny.

## Życiorys

### Wczesne lata
Urodził się i wychował w Wellesley w stanie Massachusetts jako syn Judy i Terry’ego Harringtonów. Dorastał wraz z braćmi – Adamem i Mattem. Występował w dziecięcym teatrzyku w Cape Cod w Massachusetts. Po ukończeniu Wellesley High School, studiował teatroznawstwo na Syracuse University (2003), zanim został zawodowym aktorem telewizyjnym i scenicznym.

### Kariera
Pojawił się jako jeden z głównych bohaterów lub gościnnie w wielu serialach: Summerland (The WB) w roli doktora Simona O’Keefe, The Inside (FOX) jako agent FBI Paul Ryan, Steve’a Taylora, Parze za parą (Coupling, NBC), gdzie zagrał główną postać Steve’a, Gotowych na wszystko (ABC) w roli doktora Rona McCready’ego, serialowego ukochanego Susan Mayer (Teri Hatcher), Prywatnej praktyce (ABC) jako doktor Wyatt Lockhart, Babski oddział (The Division, Lifetime) jako Theodore Blumenthal oraz wystąpił w poszczególnych odcinkach Tożsamości szpiega (USA Network), Bez śladu (CBS) czy Las Vegas (NBC). Wcielił się także w tytułowego bohatera serialu stacji ABC Korporacja według Teda, Ted Crispa.

### Życie prywatne
Zamieszkał w Los Angeles w Kalifornii. Stał się fanem sportu oraz graczem Entertainment League (wcześniej NBA-E League), prywatnej drużyny koszykówki, której członkami są osoby publiczne. Amatorsko udziela się także w hokeju na lodzie.
Związał się z prezenterką telewizyjną Monicą Richards.